# Carole Mortimer
Carole Mortimer (n. en 1960 en Inglaterra) es una popular escritora inglesa de novelas románticas con más de 140 novelas publicadas (más de 100 traducidas a español).

## Biografía
Carole Mortimer nació en 1960 un pueblo rural del este de Inglaterra, y tenía dos hermanos. Sus padres siguen viviendo en la casa donde ella llegó por primera vez en el mundo, y sus dos hermanos viven muy cerca.
La temprana ambición de Carole de convertirse en una enfermera terminó abruptamente tras un solo año de la preparación debido a una afección en la espalda que sufrió a raíz de una caída. En lugar de ello, ella comenzó a trabajar en el departamento de computación de una conocida empresa de papelería, donde empezó a escribir su primer manuscrito.
El manuscrtio fue rechazado por Mills & Boon, pero el segundo fue aceptado y se publicó en 1978 como The Passionate Winter. Se convirtió en una de las autoras más jóvenes y prolíficas de Mills & Boon. Celebró la publicación de su libro número ciento veinte años después de su debut, y tresinta años después de esto, publicó sus primeras novelas históricas, en la serie Mills & Boon Historical.
A Carole, le gusta leer libros de la también autora romántica inglesa Anne Mather y algunos de sus libros favoritos de todos los tiempos son los de la Serie Forastera de Diana Gabaldón.
En 2012 la reina Isabel II reconoció su "destacado servicio a la literatura". En 2014 recibió el premio Pioneer of Romance ("Pionera del Romance") que otorga Romantic Times en los Estados Unidos.
En 2015 comenzó a escribir su primera serie indie llamada Alpha, así como sus libros Harlequin Mills & Boon. Y el 15 de marzo de 2015 publicó su libro número doscientos, titulado Shadow Alpha, que es por lo que en definitiva, con sus demás logros, le han hecho merecedora, en el año 2015, del Premio Nora Roberts a los logros de toda una vida que cada año otorga la RWA.
Carole se casó con Peter, padre de dos hijos, y el matrimonio ha tenido otros cuatro hijos en común, con lo cual conviven con seis hijos (que tienen 22 años de diferencia entre el primogénito y el inesperado niño más pequeño). Además están acompañados de numerosas mascotas, incluido un perro adquirido hace varios años en Canadá, que es en realidad un mestizo medio coyote.[cita requerida]

### Novelas independientes
- The passionate Winter, 1978 (Primavera en otoño)
- Only Lover, 1979
- Tempted by Desire, 1979 (Rivales en el amor)
- The Tempestuous Flame, 1979 (La heredera, 1991/04)
- Savage Interlude, 1979
- Deceit of a Pagan, 1980
- Engaged to Jarrod Stone, 1980
- Fear of Love, 1980 (Una pasión tempestuosa)
- Yesterday's Scars, 1980 (Cicatrices del pasado)
- Brand of Possession, 1980 (Sólo tuya)
- Living Together, 1980 (Enséñame a vivir)
- Love's only deception, 1981 (Herencia maldita, 1986/03)
- Devil Lover, 1981 (La víctima)
- Flame of Desire, 1981 (La llama del deseo)
- Ice in His Veins, 1981 (Herederos del amor)
- Satan's Master, 1981 (Pesadilla de amor)
- First Love, Last Love, 1981 (Primer y último amor)
- Freedom to Love, 1981 (Libertad de amar, 1990/09)
- Point of No Return, 1981 (La abeja reina)
- Forbidden Surrender, 1982 (Entrega prohibida)
- Love's Duel, 1982 (Infamia)
- Shadowed Stranger, 1982 (Enamorada de una ilusión)
- Burning Obsession, 1982 (Una noche especial)
- Red Rose for Love, 1982 (Lecho de rosas)
- Forgotten Lover, 1982 (El amente olvidado)
- Elusive Lover, 1982 (Proposición indecorosa)
- Golden Fever, 1982
- Passion from the Past, 1982 (Vuelve el pasado)
- Perfect Partner, 1982 (La pareja perfecta, 1986/06)
- Hidden Love, 1982 (Amor secreto, 1986/03 = Un amor oculto, 1990/04)
- Captive Loving, 1982 (Deseo cautivo, 1986/06)
- Heaven Here on Earth, 1983 (El cielo en la tierra)
- Fantasy Girl, 1983 (La amante soñada)
- Love Unspoken, 1983 (Amor sin palabras, 1986/11)
- Love's Only Deception, 1983 (Herencia maldita)
- Sensual Encounter, 1983 (Encuentro sensual, 1986/09)
- Lifelong Affair, 1983 (Para siempre, amor mío)
- Undying Love, 1983 (Amor eterno)
- Pagan Enchantment, 1983 (Encanto pagano)
- The Failed Marriage, 1983 (Las cadenas de la libertad)
- Subtle Revenge, 1983 (Venganza sutil)
- Hard to get, 1984
- Lost Love, 1984
- Untamed, 1984 (Indómita hechicera, 1988/08)
- Unwilling Desire, 1984 (Seductora involuntaria, 1989/01)
- Gypsy, 1985 (Distintas pasiones, 1990/09)
- A No Risk Affair, 1985 (Relación sin compromiso, 1989/01)
- Tempestuous Affair, 1985 (Volver a creer en el amor, 1986/10)
- Passionate Lover, 1985 (Amante apasionado, 1988/10)
- Trust in Tomorrow, 1985
- A Past Revenge, 1985 (Placer de dioses, 1989/06)
- Lovers in the Afternoon, 1985 (Amantes al atardecer = Amantes al amanecer, 1987/01)
- Cherish Tomorrow, 1985 (Un mañana prometedor, 1989/05)
- The Devil's Price, 1985
- Lady Surrender, 1985 (De profesión, seductora, 1987/03)
- Darkness into Light, 1985
- Knight's Possession, 1985 (Amor sin compromiso, 1987/06)
- Glass Slippers and Unicorns, 1986 (Misión comprometedora = Misión en Florida, 1987/12)
- The Wade Dynasty, 1986 (Noche de seducción, 1989/06)
- No Longer a Dream, 1986
- Hawk's Prey, 1986 (Amando el peligro = Amando en el peligro, 1990/05)
- Merlyn's Magic, 1986 (Lazos invisibles, 1990/06)
- Velvet Promise, 1986 (Promesas de placer, 1988/06)
- A Rogue and a Pirate, 1986 (Pirata y seductor = Seducción, 1988/05)
- After the Loving, 1987 (Después de amarse = Después de amar, 1989/11)
- Tangled Hearts, 1987 (Infierno de pasiones, 1990/02)
- Taggart's Woman, 1987 (Experimento matrimonial = Matrimonio por dinero, 1988/08)
- Witchchild, 1987
- Secret Passion, 1987 (Pasión secreta, 1990/05)
- Wish for the Moon, 1987 (El deseo la perdió = Perdida en el deseo, 1989/03)
- Uncertain Destiny, 1987 (Destino incierto)
- Just One Night, 1988 (Sólo una noche, 1990/04)
- Elusive as the Unicorn, 1989 (Extraño intruso, 1991/04)
- Memories of the Past, 1991 (Añoranzas = Memorias del pasado, 1992/09)
- Romance of a Lifetime, 1991 (El amor de mi vida, 1992/08)
- The Jilted Bridegroom, 1992 (Las manos del destino, 1993/10)
- Mother of the Bride, 1992 (La noche anterior = Volver a ti)
- Private Lives, 1992 (Vidas privadas, 1994/04)
- Elusive Obsession, 1992 (La caza del halcón, 1994/05)
- Gracious Lady, 1993 (Mi hermosa dama, 1994/02)
- Return Engagement, 1993
- Hunter's Moon, 1993 (Tu prisionera, 1994/10)
- War of Love, 1994 (Guerra de corazones, 1996/05)
- The One and Only, 1995 (El mejor premio, 1996/10)
- One-man Woman, 1996 (Mujer de un solo hombre, 1997/04)
- Wildest Dreams, 1997 (El hombre de sus sueños, 1998/07)
- A Marriage to Remember, 1997 (La melodía del amor, 1998/06)
- Married by Christmas, 1998
- The Diamond Bride, 1998 (Amor maldito, 1998/09)
- Married by Contract, 1998
- Jilted, 1998
- Joined by Marriage, 1998 (Unidos en matrimonio, 1998/11)
- The man she'll marry, 1999
- Trials by Marriage, 1999
- A Man to Marry, 1999 (Un corazón valiente, 1999/10)
- The Yuletide Engagement, 1999
- A Yuletide Seduction, 1999 (Seducidos por el amor, 2000/04)
- Their Engagement Is Announced, 2000 (Un compromiso anunciado, 2000/08)
- Bound by Contract, 2000 (Destinos cruzados, 2000/11)
- The Secret Virgin, 2001 (Una impresión equivocada, 2002/01)
- Liam's Secret Son, 2001 (Un hijo desconocido, 2002/09)
- A heavenly Christmas, 2002
- The Fiance Fix, 2002 (Todo por ella, 2003/03)
- Keeping Luke's Secret, 2002 (Noticias del corazón, 2003/07)
- An Enigmatic Man, 2003 (Un hombre enigmático, 2003/10)
- Bride by Blackmail, 2003
- In Separate Bedrooms, 2003 (Habitaciones separadas, 2004/04)
- The yuletide engagement, 2003 (Su regalo de Navidad, 2004/12)
- His Bid for a Bride, 2004 (Heridos en el corazón, 2005/02)
- Claiming His Christmas Bride, 2004 (Amante de otro, 2005/12)
- The Vengeance Affair, 2004 (Sólo venganza, 2005/07)
- A marriage proposal, 2004
- His Darling Valentine, 2005
- Christmas Night Miracle, 2006
- The Innocent Virgin, 2006 (El fuego de la inocencia, 2006/09)
- Innocent desires, 2007
- Wife by Contract, Mistress by Demand, 2007 (Herencias de pasión, 2007/06)
- Meant to Wed, 2007
- Billionaires Marriage Bargain, 2007
- Pregnant By The Millionaire, 2007 (En la cama de un millonario, 2007/04)
- The Sicilian's Ruthless Marriage Revenge, 2007

### Otras traducciones
- (Una amante para dos, 1984/01)
- (Un hombre inconquistable, 1986/09)
- (Ladrona de amores, 1987/11)
- (Frágil quimera, 1995/05)
- (Chantaje emocional, 2004/01)
- (Tres amores para tres hermanas, 2006/11)

### King Series(Serie King)
1. Trust in Summer Madness, 1983 (Fiebre de verano)
2. Everlasting Love, 1984 (La luz del amor)

### Bennett Series(Serie Bennett)
1. One Chance at Love, 1988 (Una oportunidad de amar, 1989/11)
2. To Love Again, 1988 (Regalo de Navidad, 1992/12)
3. The Loving Gift, 1988 (Sucedió en Navidad, 1994/11)
4. A Christmas Affair, 1990

### Quinlan Series(Serie Quinlan)
1. The Fated Attraction, 1991 (Bajo las apariencias, 1992/10)
2. Saving Grace, 1992 (Jordan, el impostor = El impostor, 1993/10)

### Nine To Five Series Multi-Author(Serie Multi-Author De nueve a cinco)
- Two's Company, 1995 (Un equipo de dos, 1995/11)
- His Very Personal Assistant, 2005 (Una secretaria muy personal, 2006/01)

### To Bachelor Series(Serie Solteros)

#### To Be Bachelor Brothers Sub-Series(Sub-Serie Hermanos solteros)
1. To Woo a Wife, 1998 (El gran desafío, 1999/07)
2. To Be a Husband, 1998 (El último soltero, 1999/07)
3. To Be a Bridegroom, 1999 (Un candidato al matrimonio, 1999/09)

#### To Bachelor Sisters Sub-Series(Sub-Serie Hermanas solteras)
1. To Mend a Marriage, 2000 (Amor escondido, 2001/01)
2. To Have a Husband, 2000 (Chantaje de amor, 2001/10)
3. To Become a Bride, 2001 (Secretos familiares, 2001/11)
4. To Make a Marriage, 2001 (Dudas de amor, 2001/12)

#### To Marry Bachelor Cousins Sub-Series(Sub-Serie Primos solteros)
1. To Marry McKenzie, 2002 (Compromisos familiares, 2002/12)
2. To Marry McCloud, 2002 (Escrito en el corazón, 2003/01)
3. To Marry McAllister, 2002 (Un corazón acosado, 2003/02)

### The Calendar Mistress Series(Serie Tiempo para amar)
1. His Cinderella Mistress, 2003 (Canción de seducción, 2004/07)
2. The Unwilling Mistress, 2004 (Identidad oculta, 2004/08)
3. The Deserving Mistress, 2004 (Secretos en la familia, 2004/09)

### Prince's Series
1. Prince's Passion, 2005
2. Prince's Pleasure, 2005
3. The Prince's Love-Child, 2006

### Antologías en Colaboración
- Heavenly angels by Carole Mortimer in "CHRISTMAS MIRACLES" (Ángeles celestiales de Carole Mortimer en "CUENTOSOS DE NAVIDAD 1996", 1996)
- Two's company by Carole Mortimer (Un equipo de dos de Carole Mortimer + Una desavenencia familiar de Abigail Gordon, 1999/08)
- Joined by marriage de Carole Mortimer (Novia por encargo de Leigh Michaels + El amor de una mujer de Rosemary Carter + Unidos en matrimonio de Carole Mortimer, 2001/02)
- Wildest dreams by Carole Mortimer (El hombre de sus sueños de Carole Mortimer + Las leyes del amor de Margaret mayo de 2001/07)
- To be a bridegroom by Carole Mortimer (El sueño más real de Liz Fielding + Por tenerte a mi lado de Margaret Way + Un candidato al matrimonio de Carole Mortimer, 2002/10)
- A man to marry de Carole Mortimer (Una mujer decidida de Barbara Hannay + Un corazón valiente de Carole Motimer + Justo antes de la boda de Linda Miles, 2003/04)
- The seduction business by Charlotte Lamb + A yuletide seduction by Carole Mortimer (El negocio de la seducción de Charlotte Lamb + Seducidos por el amor de Carole Mortimer + Una deuda para toda la vida de Jessica Steele, 2003/12)
- To woo a wife by Carole Mortimer (Un soplo de felicidad de Gayle Kaye + El gran desafío de Carole Mortimer, 2005/11)